# Сулудо богати Азијци (филм)
Сулудо богати Азијци (енгл. Crazy Rich Asians) амерички је љубавно-хумористички филм из 2018. године, у режији Џона М. Чуа, по сценарију Питера Кјарелија и Аделе Лиме. Темељи се на истоименом роману Кевина Квана. Главне улоге глуме: Констанс Ву, Хенри Голдинг, Џема Чен, Лиза Лу, Аквафина, Кен Џонг и Мишел Јео. Прати кинеско-америчку професорку која путује како би упознала породицу свог дечка, те са изненађењем открива да су они међу најбогатијим људима у Сингапуру.
Најављен у августу 2013. након преузимања права на роман. У пролеће 2017. одабрана је већина глумачке поставе, док је снимање трајало од априла до јуна исте године у деловима Сингапура и Њујорка. Први је филм великог холивудског студија који садржи већину глумаца кинеског порекла од филм Клуб радости и среће (1993). Упркос похвалама, добио је и неколико негативних критике због Мелеза уместо потпуно етничких Кинеза у одређеним улогама. Критике су такође упућене због тога што није приказао мултирасну демографију Сингапура укључивањем других етничких група — као што су Малајци и Индијци — у главним улогама, као и приказивањем стереотипа о народима источне и југоисточне Азије.
Премијерно је приказан 7. августа 2018. године у Лос Анђелесу, док је 15. августа исте године пуштен у биоскопе у САД. Оставио је велики критички и комерцијални успех, зарадивши преко 238 милиона долара са буџетом од 30 милиона долара, што га је учинило љубавном комедијом са највећом зарадом 2010-их, док је такође добио похвале за глумачку поставу, сценарио и дизајн продукције. Добитник је бројних награда, као што је Филмска награда по избору критичара за најбољу комедију и награда Удружења филмских глумаца за најбољу глумачку поставу у филму, док је такође био номинован за Златни глобус за најбољи играни филм (мјузикл или комедија) и Златни глобус за најбољу главну глумицу у играном филму (мјузикл или комедија). Два наставка, по романима Богатство на кинески начин и Муке богаташа, тренутно су у развоју.

## Радња
Њујорчанка Рејчел Чу са својим дугогодишњим дечком Ником Јангом одлази на свадбу његовог најбољег пријатеља у Сингапур. Узбуђена што први пут посећује Азију, али нервозна због сусрета са Никовом породицом, Рејчел је неспремна кад сазна да је Ник занемарио да спомене неколико кључних детаља о свом животу. Испада да није само потомак једне од најбогатијих породица у земљи него и један од тамошњих најпожељнијих нежења. Као Никова девојка, Рејчел постаје мета љубоморних богаташица и Никове мајке која не одобрава њихову везу.

## Улоге
| Глумац         | Улога             |
| -------------- | ----------------- |
| Констанс Ву    | Рејчел Чу         |
| Хенри Голдинг  | Ник Јанг          |
| Џема Чен       | Астрид Леонг Тео  |
| Лиза Лу        | Шанг Су Ји        |
| Аквафина       | Го Пејн Лин       |
| Хари Шам Млађи | Чарли Ву          |
| Кен Џонг       | Го Вје Мун        |
| Мишел Јео      | Еленор Сунг Јуанг |
| Соноја Мизуно  | Арамита Ли        |
| Крис Панг      | Колин Ку          |
| Џими О. Јанг   | Бернард Таи       |
| Рони Чиенг     | Еди Ченг          |
| Реми Хи        | Алистер Ченг      |
| Нико Сантос    | Оливер Т’сијен    |
| Џинг Луси      | Менди Линг        |